# Los Súper Números

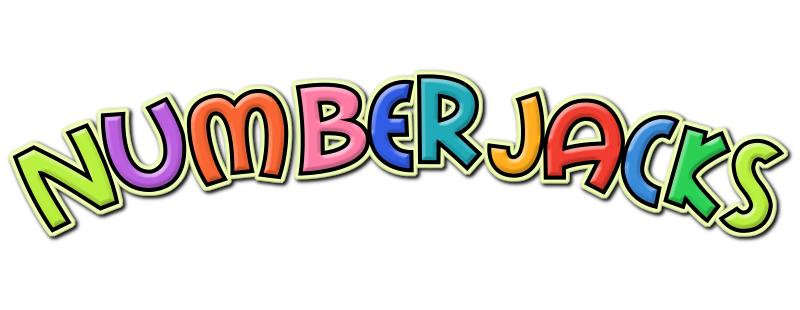
Logo del programa Numberjacks.

Los Super Números (Numberjacks) es una serie de televisión animada del Reino Unido, producida por Open Mind Productions y transmitida por CBeebies entre 2006 y 2009. Tiene por objetivo educar a los niños acerca de los números y las matemáticas.

## Personajes
- Seis: Es el mayor del equipo, el más cercano al cinco y cuatro. Es de color amarillo, es muy grande.

- Cinco: Es la segunda mayor del equipo, es de color turquesa. La más cercana al cuatro y seis, es muy astuta, la mandan muchas veces a misionas. Es la de en medio junto con Cuatro.

- Cuatro: Es el del medio del equipo, es de color azul, el más cercano a tres y cinco. Es muy inteligente, le encanta ir a las misiones. Es el de en medio junto con Cinco.

- Tres: Es la menor del equipo, es de color rosa. Es adorable, cercana a cuatro y dos, es muy pequeña por eso que la mandan con alguien a las misiones.

### Recurrentes
- Cero: Es el menor de los números, es de color lima, no habla casi.

- Uno: Es una pequeña, es de color morada, es adorable, le encanta jugar con Dos y Tres.

- Dos: Es un número pequeño, es de color anaranjado y rudo, le encanta la acción en especial las misiones de los súper números.

- Siete: Es una mayor número, que es muy inteligente, es de color rojo, es una misionera de los números, le encanta corregir a todos para hacer un buen trabajo.

- Ocho: Es uno de los mayores, es de color celeste, es un gran agente, por lo que le encanta participar en las misiones numéricas.

- Nueve: Es la mayor de los super números, es de color verde primavera, le encanta las misiones.

### Villanos
- Cuchara siniestra (Cuchara fantasma en España): Es una cuchara de color rosa. Le encanta hacer la vida imposible a todos los Súper Números.

- Confusionista (Rompecabezas en España): Siempre decide ponerle retos a los Súper Números.

- Deforma formas (Gruñón de las formas en España): Siempre quiere destruir a los Súper Números transformándose en formas como círculo, triángulo o cuadrado, siempre destruye todo.

- Roba números (Cazador de los números en España): Un humano con un arsenal de armas y poderes que usa para robar cosas de determinados números

- Limo el problemático (El limo problemático en España): Un limo verde que escupe una sustancia que causa problemas